# 지비키 고
지비키 고(Go Jibiki, 1976년 5월 7일 ~ )는 일본의 배우이다.
도쿄에서 태어났다.

## 영화
- 립반윙클의 신부 (2016년) - 츠루오카 역
- 해연호텔 블루 (2012년)
- 캐터필러 (2010년)
- 소름 5 (2009년)
- 소름 6 (2009년)
- 실록 연합적군 (2007년)
- 4월 이야기 (1998년)